# Зайцева Аїда Набіївна
За́йцева Аї́да Набі́ївна (народилася 15 травня 1949, Махачкала, Дагестанська АРСР, СРСР) — диригент, викладач, художній керівник хору. Народна артистка України (2022).

## Життєпис
Народилася 15 травня 1949 року у місті Махачкала у Дагестанській АРСР(наразі Дагестанська область Росії).

### Навчання
Протягом 1965—1969 рр. навчалася в Махачкалінському музичному училищі ім. Гасанова. Потім до 1974 навчалася у Ленінградській Державній консерваторії(тепер Санкт-Петербурзька ім. Миколи Римського-Корсакова) у факультеті хорового диригування. При ній же пройшла асистентуру-стажування у 1978 році.

## Творча діяльність
Одразу після закінчення навчання Аїда пішла на творчу роботу в Угорщині. З 1982 до 1988 року була художньою керівницею хору хлопчиків та юнаків «Дзвіночок» у Києві. Потім стала головною диригенткою юнацького хору при Муніципальній академічній чоловічій хоровій капелі ім. Л. Ревуцького. Під її орудою хор отримав звання Лауреата Міжнародних фестивалів мистецтв в Угорщині та багатьох країнах Європи, зокрема Угорщині, США, Росії та Ватикані.
Аїда створила низку обробок та аранжувань для хору. У фондах Українського радіо зберігаються понад 50 записів у виконанні хору хлопчиків, а у США було випущено компакт-диск.
У 2001—2015 рр. була викладачкою Національної музичної академії України ім. П. Чайковського. З 2008 до 2010 року працювала художньою керівницею хору хлопчиків та юнаків диригентсько-хорового відділу КССМШ імені М. В. Лисенка.
Наразі Аїда активно працює у складі Оргкомітету клубу хормейстерів «Тоніка» і є головою правління благодійного фонду «КАНТ».

## Нагороди
- Диплом «Кращий диригент» в Угорщині(1994)
- Звання Заслуженої артистки України(1994)
- Звання Народна артистка України(22 січня 2022)[1]